# Meiacanthus naevius
Meiacanthus naevius és una espècie de peix de la família dels blènnids i de l'ordre dels perciformes.

## Morfologia
- Els mascles poden assolir 3,6 cm de longitud total.[4]

## Reproducció
És ovípar.

## Hàbitat
És un peix marí de clima subtropical que viu entre 3-5 m de fondària.

## Distribució geogràfica
Es troba a Austràlia Occidental.